# Turistická značená trasa 6168
 Turistická značená trasa 6168 je žlutě vyznačená 3,5 kilometru dlouhá pěší trasa Klubu českých turistů vedená od konečné tramvají Divoká Šárka do Purkrabského háje.

## Popis trasy
Trasa vychází od konečné tramvají Divoká Šárka západním směrem společně s červenou trasou a s cyklostezkou A33. Vede zalesněným územím, poté po okraji louky, přejde potok a vystoupá severně zalesněnou strání k odbočení na nezpevněnou cestu vedoucí na západ. Touto lesní cestou vede až k pomníčku, za kterým se napojí na zpevněnou cestu a po ní dál pokračuje podél údolí až na konec lesa k poli. Zde zabočí na východ a po severním úbočí údolí vede lesem k rozcestí, kde končí a kde navazuje na červenou turistickou trasu.
Rozdělení trasy

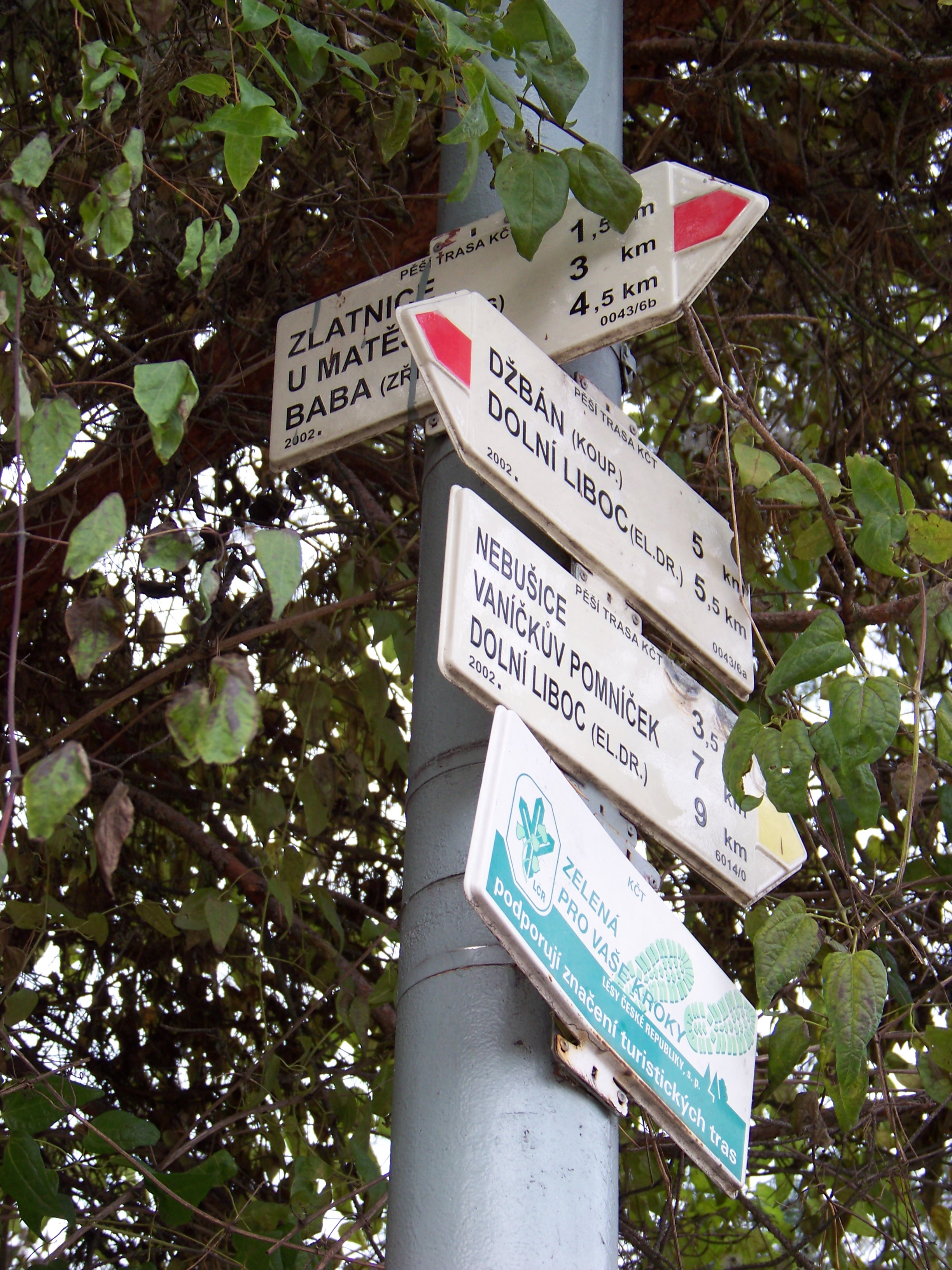
Jenerálka, starý rozcestník

Trasa původně vedla z Dolní Liboce přes Vaníčkův pomník, Purkrabský háj a Nebušice na Jenerálku a měřila 9 kilometrů. Po rozdělení vede z Nebušic na Jenerálku žlutě značená trasa 6014 a z Purkrabského háje do Nebušic lze dojít po červeně značené trase 0043.
| Km  | Místo              | Navazující a křižující trasy | Nadm. výška |
| --- | ------------------ | ---------------------------- | ----------- |
| 0   | Dolní Liboc (tram) | 0043                         | 327 m       |
| 2   | Vaníčkův pomník    |                              | 358 m       |
| 3,5 | Purkrabský háj     | 0043                         | 340 m       |

## Zajímavá místa
- Přírodní park Šárka-Lysolaje
- Divoká Šárka
- Podzemní kryt Šárka

## Veřejná doprava
Cesta začíná u konečné tramvají v Divoká Šárka. K další zastávce MHD lze dojít po navazující turistické trase.